# Brézé
Brézé là một xã thuộc tỉnh Maine-et-Loire trong vùng Pays de la Loire tây nước Pháp. Xã này nằm ở khu vực có độ cao trung bình 46 mét trên mực nước biển.
Claire-Clémence de Maillé-Brézé sinh năm 1628 tại đây.

Château de Brézé
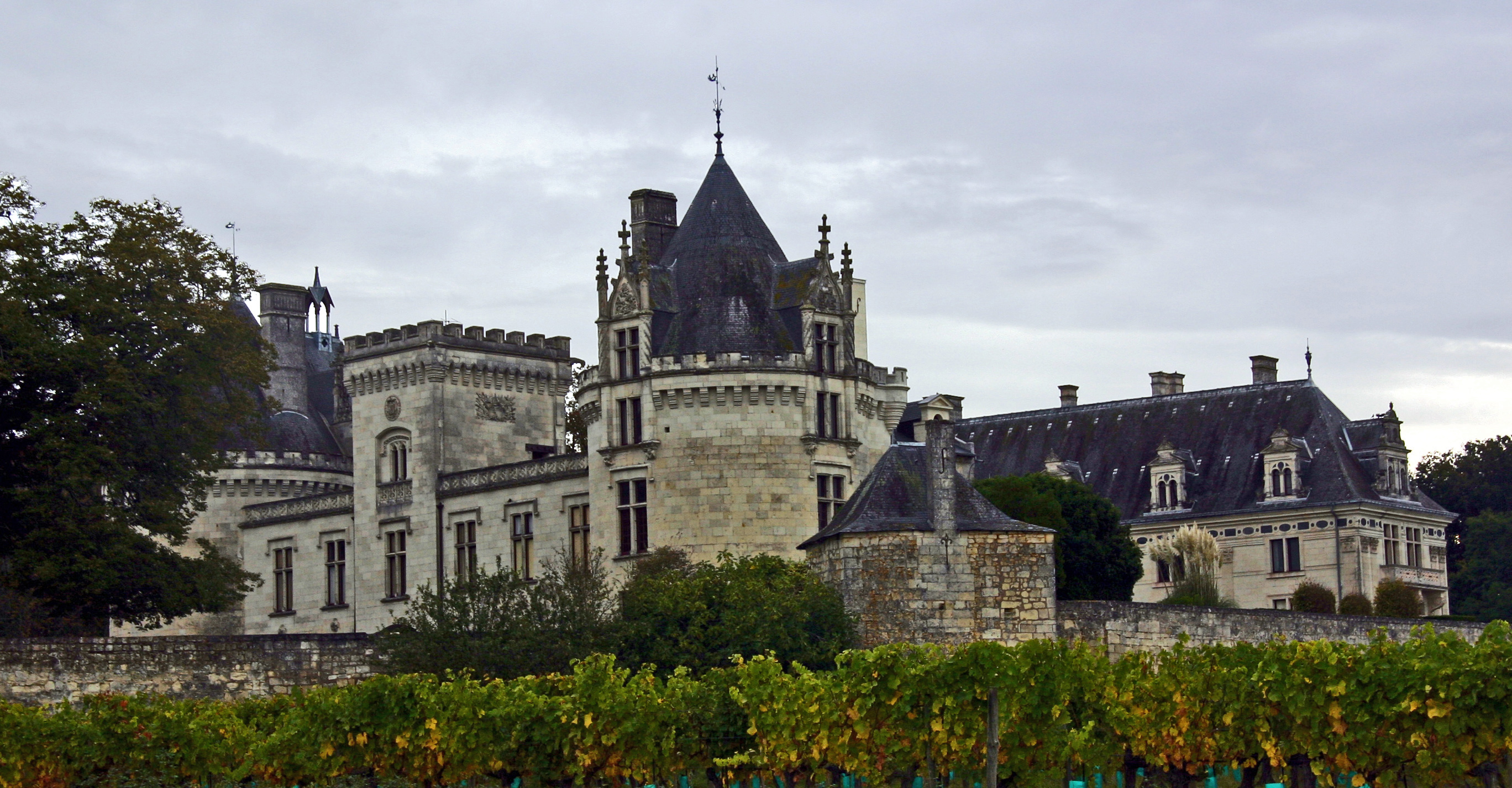
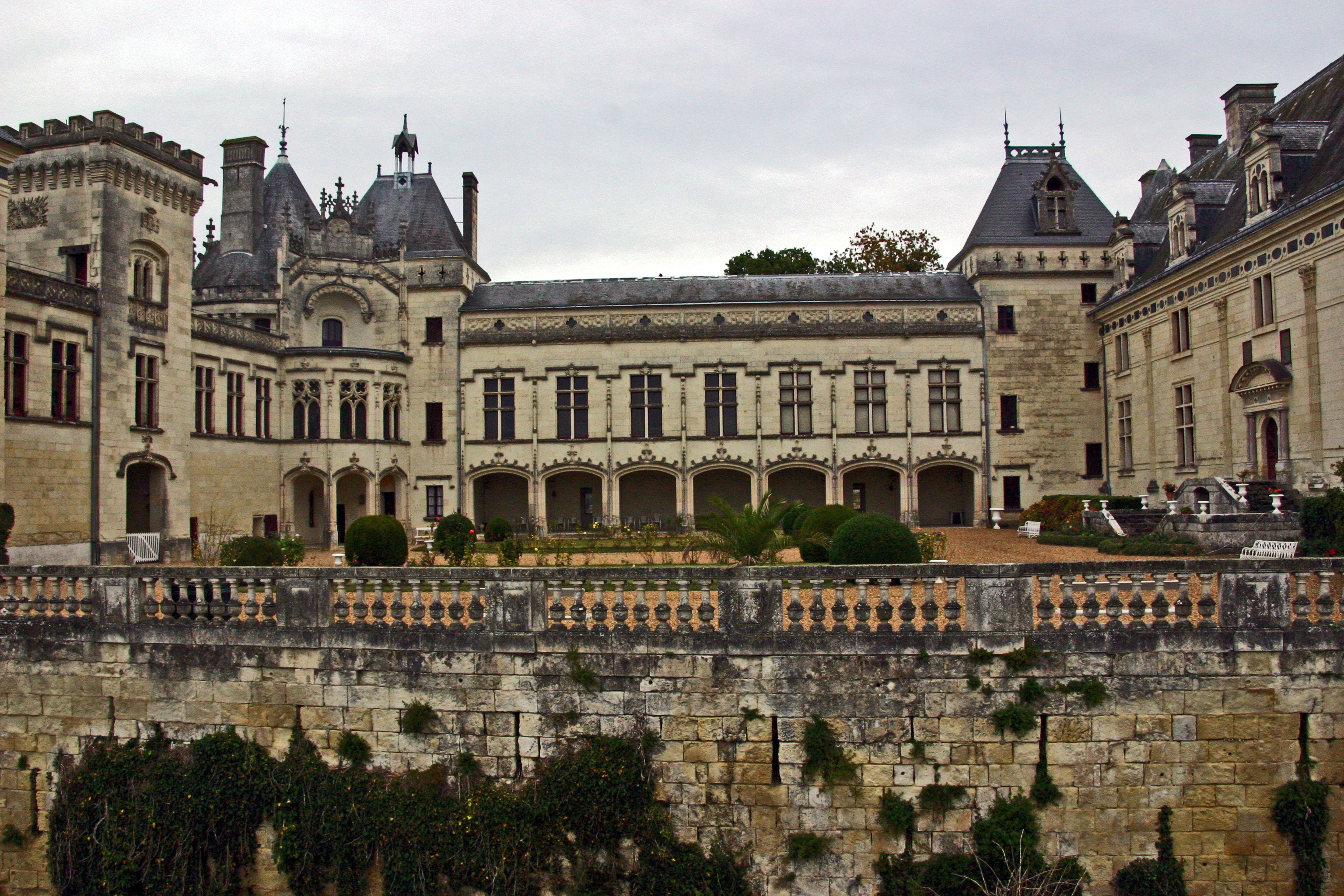
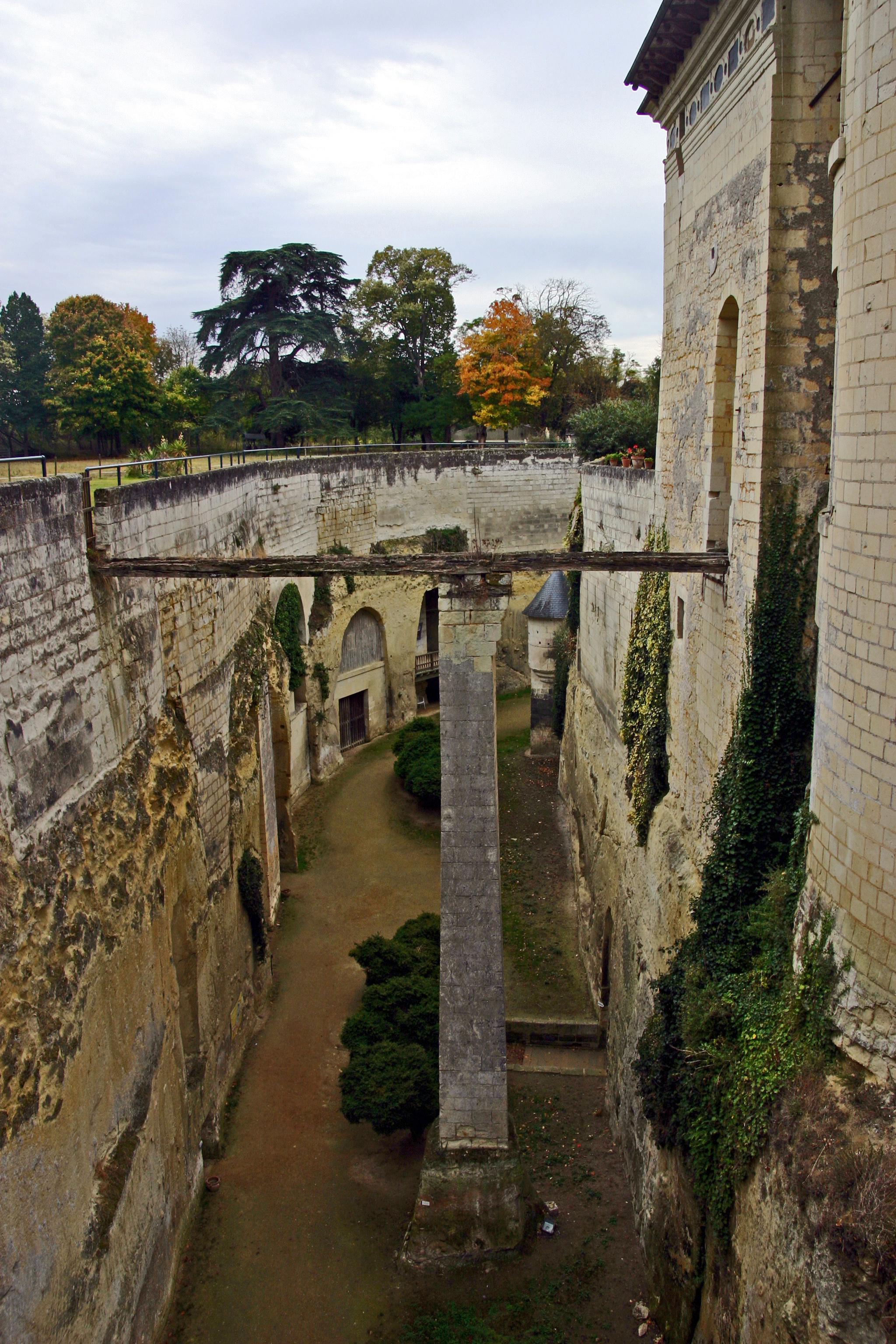
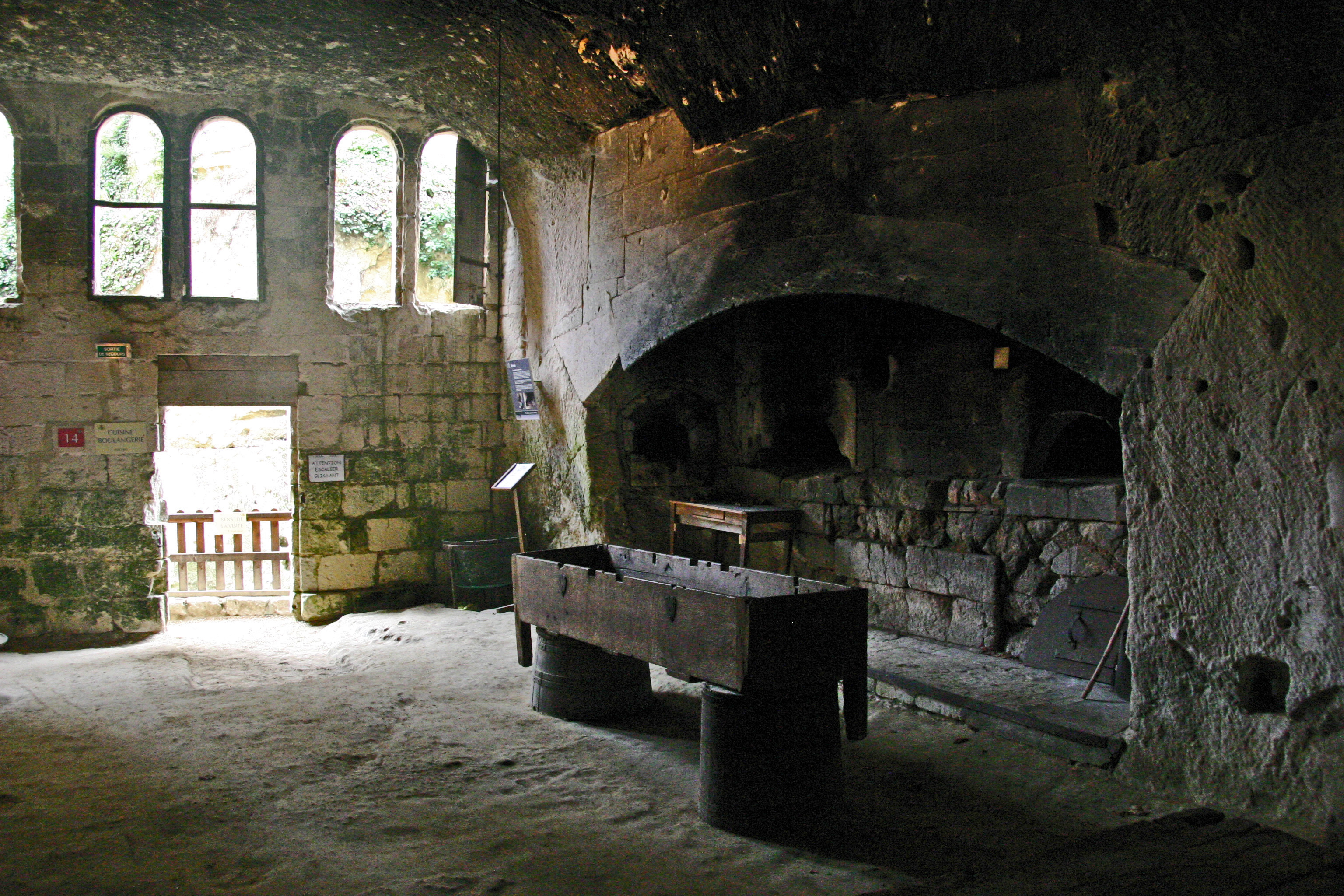
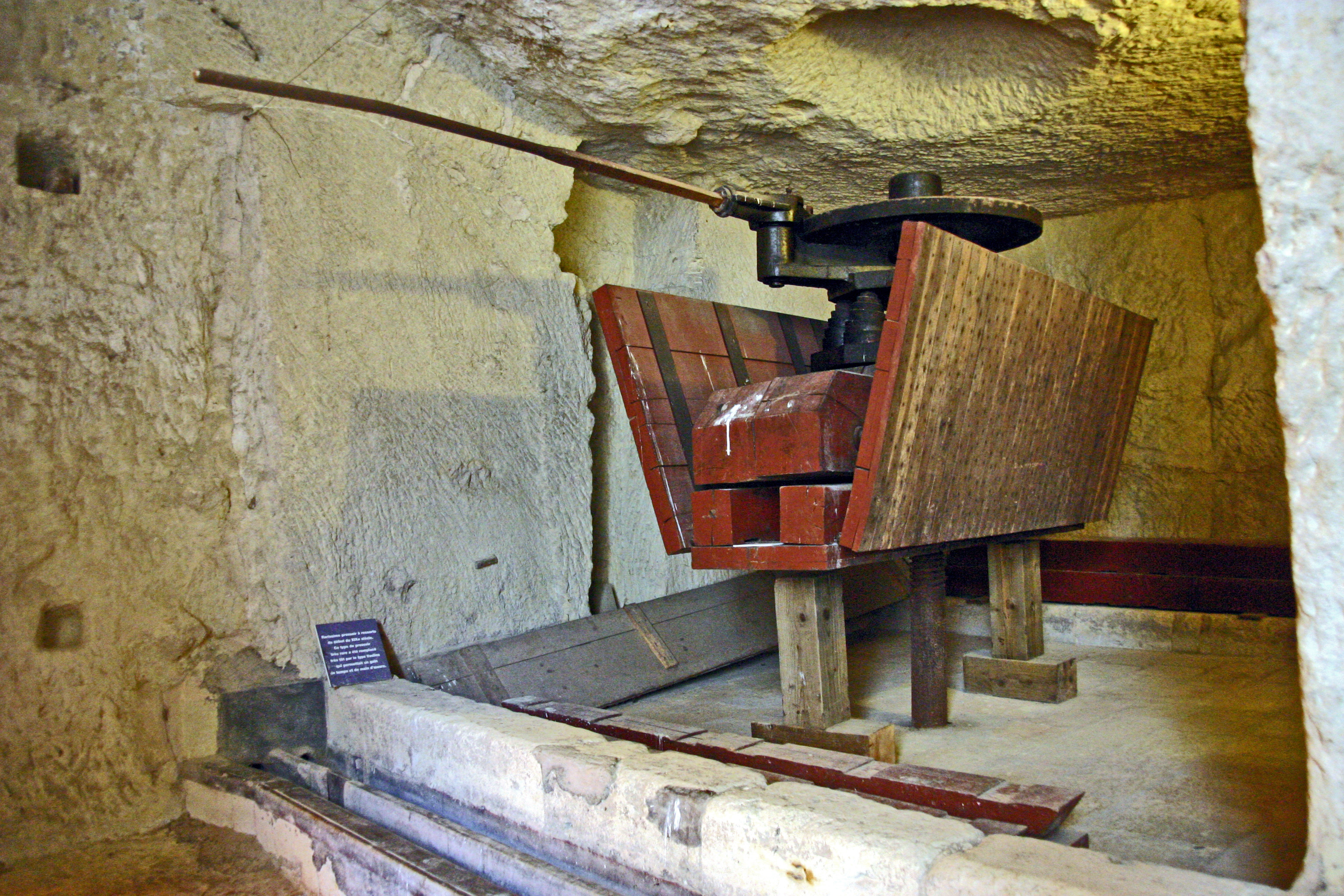